# Loliolum subulatum
Loliolum subulatum là một loài thực vật có hoa trong họ Hòa thảo. Loài này được (Banks & Sol.) Eig mô tả khoa học đầu tiên năm 1937.